# Бјала (Русенска област)
Бјала (буг. Бяла) град је у Републици Бугарској, у северном делу земље, седиште истоимене општине Бјала у оквиру Русенске области.

## Географија
Положај: Бјала се налази у северном делу Бугарске. Од престонице Софије град је удаљен 260 km североисточно, а од обласног средишта, Русеа град је удаљен 50 km јужно.
Рељеф: Област Бјале се налази у области бугарског Подунавља. Град се сместио у равничарском подручју, у долини реке Јантре, на приближно 55 метара надморске висине.
Клима: Клима у Бјали је континентална.
Воде: Кроз Бјалу протиче река Јантра доњим делом свог тока.

## Историја
Област Бјале је првобитно било насељено Трачанима, а после њих овом облашћу владају стари Рим и Византија. Јужни Словени ово подручеје насељавају у 7. веку. Од 9. века до 1373. године област је била у саставу средњовековне Бугарске.
Крајем 14. века област Бјае је пала под власт Османлија, који владају облашћу 5 векова.
1878. године град је постао део савремене бугарске државе. Насеље постоје убрзо средиште окупљања за села у околини, са више јавних установа и трговиштем.

## Становништво
По проценама из 2007. године Бјала је имала око 9.500 становника. Огромна већина градског становништва су етнички Бугари. Остатак су махом Роми. Последњих деценија град губи становништво због удаљености од главних токова развоја у земљи.
Претежан вероисповест месног становништва је православна.

## Галерија
- Градска Црква св. Ђорђа
- Стари мост